# Martin Barre

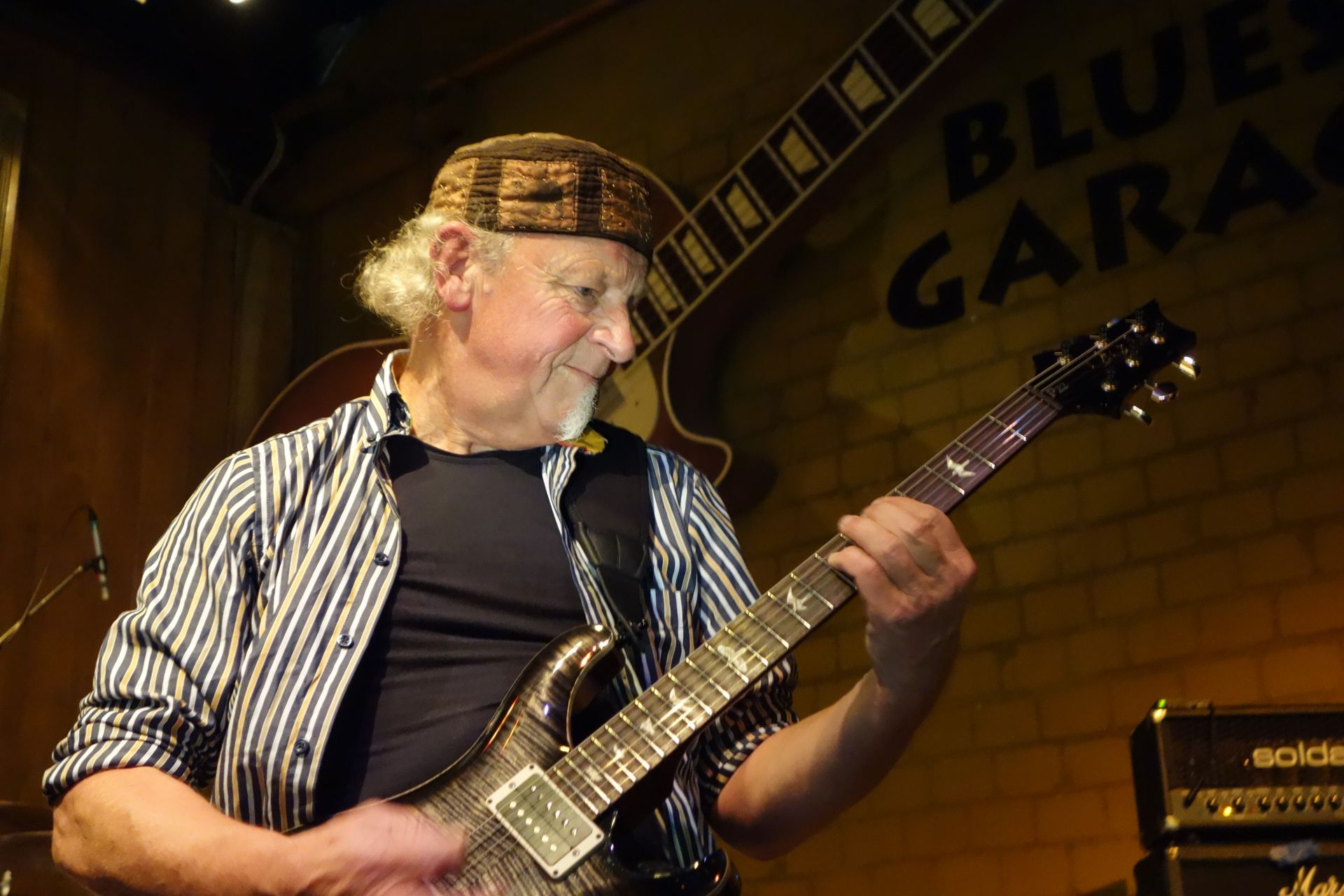
Martin Barre in der Blues Garage Isernhagen 2013

Martin Lancelot Barre (* 17. November 1946 in Birmingham, England) ist ein britischer Musiker. Er war von 1968 bis 2012 Leadgitarrist der Progressive-Rock-Band Jethro Tull und ist seither mit seiner eigenen Band aktiv.

## Leben

### Kindheit, Jugend und Ausbildung
Martin Barre wurde am 17. November 1946 in Kings Heath, Birmingham, England, geboren. Sein Vater war Ingenieur, der eigentlich beruflich Klarinette spielen wollte. Im Gymnasium spielte Barre Flöte. Als er seine erste Gitarre kaufte, schenkte ihm sein Vater Alben von Barney Kessel, Johnny Smith und Wes Montgomery, um seine musikalische Perspektive zu erweitern.
Im College studierte er drei Jahre lang Architektur am Lanchester Polytechnic (jetzt Coventry University), schloss jedoch sein Studium nicht ab. Nachdem er für Birmingham eine Straßenkreuzung entworfen hatte, empfand er eine Karriere in der Architektur als für ihn zu langweilig und wechselte zur Musik.

### Karriere

#### Frühe Karriere
Martin Barre begann seine musikalische Karriere in der Band The Moonrakers.

#### Weitere Karriere
Nach dem Ausscheiden von Mick Abrahams bei Jethro Tull ließ deren Bandleader Ian Anderson auf der Suche nach einem Nachfolger verschiedene Gitarristen vorspielen, darunter Barre. Er entschied sich aber zunächst für Tony Iommi. Nachdem dieser jedoch die Band nach kurzer Zeit zugunsten von Black Sabbath wieder verlassen hatte, wurde nur Barre zu einem zweiten Vorspielen eingeladen. Das erste Mal bei Jethro Tull ist er auf dem zweiten Album Stand Up zu hören.

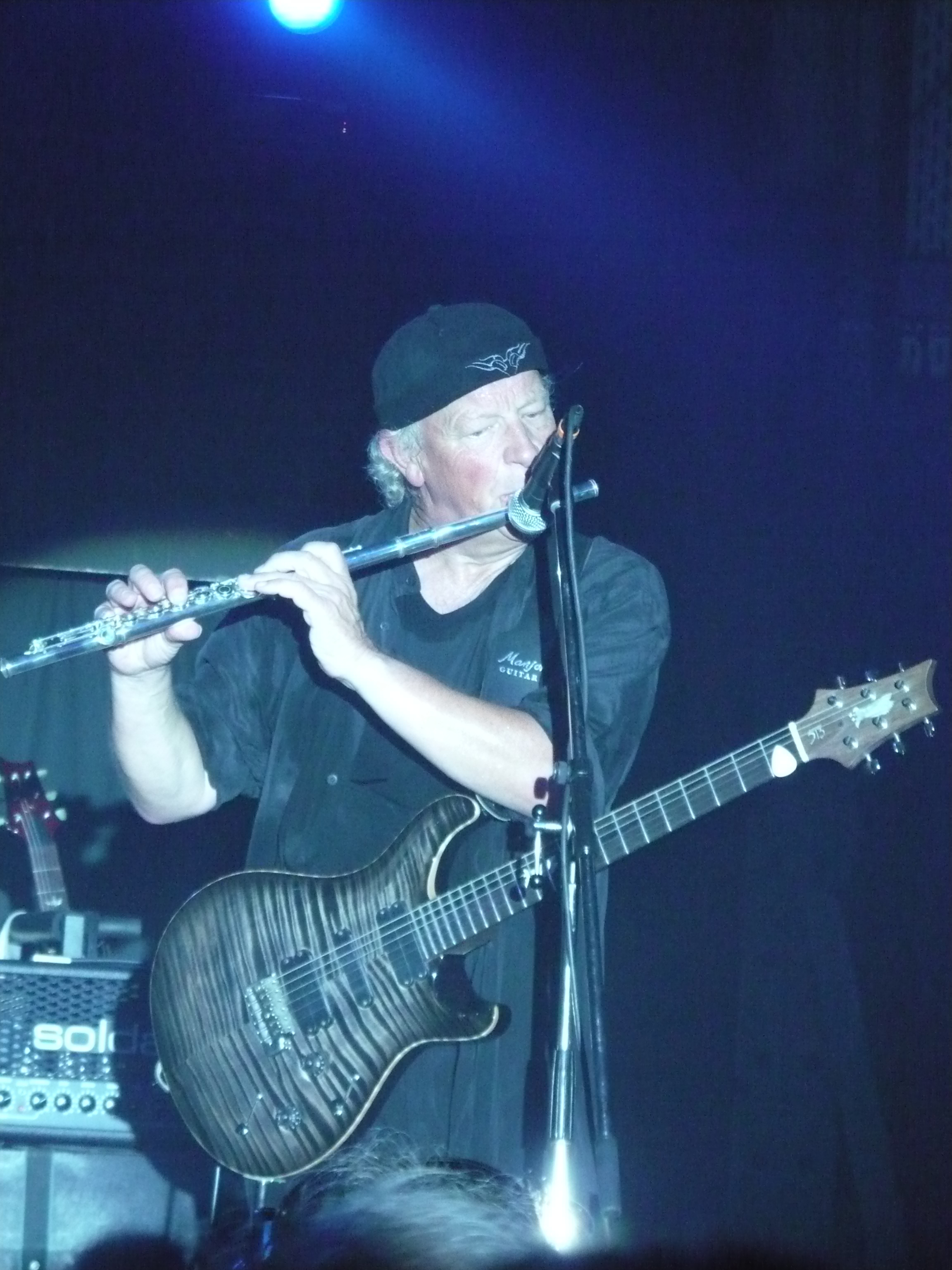
Martin Barre, 20. August 2009 im E-Werk, Saarbrücken

Außer der Gitarre beherrscht Barre Querflöte, Bouzouki, Mandoline, Marimba und Saxophon. Zu einem Markenzeichen wurden spätestens seit dem Album Aqualung die scharfen Riffs und ausgedehnte Zwischensoli. Sehr ausgeprägt ist das im Titelsong des Tull-Albums Minstrel in the Gallery zu hören. Insbesondere seine Gitarrenarbeit brachte Crest of a Knave 1988 den Grammy-Award für Best of Hard Rock ein. Martin Barre wurde neben Anderson die tragende Säule der Band. Gelegentlich fand er aber auch Zeit, an eigenen Projekten zu arbeiten. Das Ergebnis sind inzwischen acht Soloalben, davon eines ein Live-Album.
Nach der 2012 von Anderson durchgesetzten Auflösung der Band Jethro Tull war für Barre diese Trennung endgültig.

#### Solo-Karriere und mit der Martin Barre Band
2012 war er mit der Band Martin Barre’s New Day auf Tournee. Seitdem baute er die Martin Barre Band auf, die eine Mischung aus Tull-Bearbeitungen und Neukompositionen spielt. Bereits im September 2013 veröffentlichte Barre das Soloalbum Away with Words. Im Herbst 2013 war er mit seiner Band, bestehend aus Jonathan Noyce (Bass), Frank Mead (Saxofon, Flöte, Mundharmonika), Pat O’May (Gitarre), Dan Crisp (Gesang, Akustikgitarre) und George Lindsay (Schlagzeug) auf Europatournee. 2014 erschien mit Order of Play ein weiteres Studioalbum sowie Live in Munich, 2015 folgte Back to Steel.
Im August 2019 nahm Barre an der Fairport's Cropredy Convention teil.
Für 2020 hatte Barre geplant, 50 Jahre Jethro Tull-Musik mit einer Welttournee zu feiern. Die meisten Shows wurden jedoch aufgrund der COVID-19-Pandemie abgesagt. Sie finden stattdessen 2021–22 statt. Adam Wakeman, Clive Bunker und Dee Palmer sind als Gastmusiker dabei.

### Privatleben
Martin Barre ist verheiratet. Der ehemalige Marathonläufer joggt, surft, fährt Snowboard und spielt Tennis. Er hat ein eigenes Tonstudio.

## Ehrungen und Rezeption
Barres bekanntestes Gitarrenspiel ist in den Songs Aqualung, Cross-Eyed Mary und Locomotive Breath dokumentiert. Sein Signature Solo auf dem 1971er Jethro Tull Standard Aqualung wurde von den Lesern des Guitar Player Magazins zu einem der besten Rockgitarrensoli aller Zeiten gewählt. 2007 wurde es von der Zeitschrift Guitar World als eines der 100 besten Gitarrensoli eingestuft. Die Autoren Pete Brown und HP Newquest nannten Barres Aqualung-Solo das 25. beste Solo aller Zeiten in den USA und das 20. beste Solo aller Zeiten in Großbritannien.
In einem Interview von 2005 nannte Mark Knopfler, der Bandleader der Dire Straits, Barres Arbeit mit Ian Anderson magisch. Joe Bonamassa zitiert Martin Barre als direkten Einfluss, besonders im Bluesspiel der frühen Alben. Andere Gitarristen wie Steve Vai, Joe Satriani und Eric Johnson nennen Martin Barre ebenfalls als Einflüsse. Rushs Geddy Lee spricht von den großartigen Gitarrenklängen von Barre, in Bezug auf das Album Thick as a Brick.

## Diskographie
Für seine Diskographie mit Jethro Tull siehe Jethro Tull/Diskografie

### Studioalben
- A Summer Band (1992) - Various live tracks in a limited edition run of 500 CDs.[11]
- A Trick of Memory (1994)
- The Meeting (1996)
- Stage Left (2003)
- Away with Words (2013)
- Order of Play (2014)
- Back to Steel (2015)
- Roads Less Travelled (2018)
- MLB - 50 Years of Jethro Tull (2019)

### Kompilationen
- Martin Barre (2012) – 2 CD (disc 1 – studio tracks, disc 2 – live tracks).

### Livealben
- Live in Munich (2014)
- Live at the Factory Underground (2019)

## Equipment

### Gitarren
Martin Barre spielt eine PRS 513, eine Fake Gibson Les Paul Custom und eine Hamer Chapparal E-Gitarre.

### Verstärker
Er verwendet den Soldano Decatone 100-Watt Triple Channel Amp Head.

### Effektgeräte
Das Boss CS-2 Compressor Guitar Effect Pedal und der Hornby Skewes Treble Booster werden im Studio und bei Live-Auftritten eingesetzt.